# Ferna
Ferna là một đô thị thuộc huyện Eichsfeld, Đức. Đô thị này có diện tích 4,44 km², dân số thời điểm 31 tháng 12 năm 2006 là 587 người.